# أوسكار ييبرا
أوسكار ييبرا (بالإسبانية: Óscar Yebra)‏ مواليد 15 يوليو 1974 في إسبانيا، هو لاعب كرة سلة إسباني. بدأ مسيرته الاحترافية في سنة 1992. يبلغ طوله 6 قدم 7 بوصة (2.0 م). مثّل منتخب بلاده. شارك في دورة الألعاب الأولمبية الصيفية سنة 2004.

## المسيرة الاحترافية
لعب مع ليون في الدوري الإسباني من سنة 1993 إلى 1998، ثم لعب مع ليموج سي إس بي في الدوري الفرنسي في موسم 1998-99، ثم لعب مع خيخون لكرة السلة من سنة 1999 إلى 2001، ثم لعب مع بلد الوليد في الدوري الإسباني من سنة 2001 إلى 2004، ثم لعب مع فالنسيا باسكت من سنة 2004 إلى 2006، ثم لعب مع بلد الوليد في الدوري الإسباني من سنة 2006 إلى 2008، ثم لعب مع ليريا في موسم 2009-10.

## روابط خارجية
- أوسكار ييبرا على موقع الاتحاد الدولي لكرة السلة (الإنجليزية)
- أوسكار ييبرا على موقع الدوري الإسباني لكرة السلة (الإسبانية)
- أوسكار ييبرا على موقع كرة السلة الأوروبية.كوم (الإنجليزية)
- أوسكار ييبرا على موقع ريلجم (الإنجليزية)
- أوسكار ييبرا على موقع بروبوليرز (الإنجليزية)
- أوسكار ييبرا على موقع سبورتس رفرنس (الإنجليزية)
- أوسكار ييبرا على موقع اللجنة الأولمبية الدولية (الإنجليزية)
- أوسكار ييبرا على موقع أوليمبيديا (الإنجليزية)